# Emery Reves
Emery Reves, né le 16 février 1904 à Bácsföldvár en Autriche-Hongrie (aujourd'hui Bačko Gradište en Serbie) et mort le 4 octobre 1981 à Monte-Carlo, est un journaliste et écrivain américain d'origine hongroise, agent littéraire de Winston Churchill. 
Il est notamment connu pour son  livre Anatomie de la paix, publié en 1945 et qui connait un important succès international, dans lequel il soutient que l’État-nation souverain est la cause des guerres et que seul le fédéralisme mondial peut apporter la paix dans un monde d'après-guerre. Le livre a reçu le soutien d'Albert Einstein, Thomas Mann et de nombreuses autres personnalités éminentes.
Il est nommé pour le prix Nobel de la paix en 1950.

## Biographie
De son vrai nom Imre Revesz, Emery Reves est né dans une famille juive, Rosenbaum, nom que le père d'Emery Reves a abandonné pour celui de Revesz, originaire d'Ada, petite ville hongroise située dans une partie de la Bačka rattachée plus tard à la Serbie.
Après des études à Budapest, il quitte la Hongrie en 1922. Il étudie dans les universités de Berlin et de Paris, puis obtient un doctorat en économie politique à l’université de Zurich en 1926.
À l'arrivée des nazis au pouvoir en 1933, il s'installe à Paris, où il fonde avec succès une petite agence de presse par laquelle Winston Churchill, qu'il rencontre en 1937, fait diffuser ses articles.
En juin 1940, peu avant l'occupation de la France par les Allemands, Reves obtient par l'entremise de Churchill un visa pour l'Angleterre, puis la nationalité britannique. Churchill, devenu premier ministre, l'envoie ensuite à New York pour promouvoir la propagande antinazie. 
En 1941, il publie le livre I Paid Hitler de Fritz Thyssen, composé à l'aide des sténographies d'entretiens que Thyssen et Reves avaient eus en France au printemps 1940. À l'époque de la publication du livre, Thyssen est prisonnier en Allemagne.
En 1943, il publie Manifeste pour la démocratie (A Democratic Manifesto) puis, en 1945, Anatomie de la Paix (Anatomie of peace), qui connait un important succès. Il s'occupe ensuite des droits américains des Mémoires de guerre de Churchill et en achète les droits mondiaux ainsi que ceux de Histoire des peuples de langue anglaise . 
En 1950, il est nommé pour le prix Nobel de la paix.
En 1953, il achète la villa de Coco Chanel, la villa La Pausa, à Rocquebrune, dans le midi de la France, et la met à la disposition de Churchill pour des fêtes et des séjours de détente. Il compte également parmi ses hôtes Konrad Adenauer, Greta Garbo et le Duc de Windsor. 
En 1964, il épouse à Thônex en Suisse, Wyn-Nelle Russell (1916–2007) (en), Wendy, une Américaine, qu'il a rencontrée en 1945. 
Son cousin Georg Solti le décrit dans ses mémoires comme snob et doué d'un humour sardonique. 
Au cours de sa carrière, Reves a réuni une importante collection de tableaux des peintres impressionnistes et postimpressionnistes, dont il est considéré comme un expert. A sa mort, Wendy Reves lègue toute la collection artistique de son mari (1 400 pièces) au Dallas Museum of Art. Dans une aile du musée spécialement construite à cette fin, on imite cinq pièces de la villa La Pausa. Outre des meubles et des objets d'artisanat d'art, la collection comprend surtout des tableaux français, de Corot à Bonnard.
La Rolls-Royce Silver Wraith de Reves, construite en 1948, immatriculée dans le canton de Genève, avec laquelle il emmenait ses invités de marque, dont Churchill,  sur les routes de la Côte d’Azur, a été retrouvée dans un garage à Glion en Suisse en avril 2014,.

## Anatomie de la paix
En 1945, Emery Reves écrit le livre The Anatomy of Peace, (traduction française Anatomie de la paix, 1946), où il défend l'idée d'un gouvernement mondial comme seul moyen d'empêcher la guerre, qui connait un important succès international. Il considère que l’État-nation souverain est la cause des guerres et que seul le fédéralisme mondial peut apporter la paix dans un monde d'après-guerre. 
Selon lui, le Conseil de sécurité des Nations unies, qui vient d'être créé en cette même année 1945, n'est pas un moyen efficace de maintenir la paix mondiale, car c'est un instrument de la force plutôt que du droit. Les questions qui y sont soulevées sur le droit et son fondement relèvent de la philosophie du droit.
Le livre reçoit le soutien d'Albert Einstein et de nombreuses autres personnalités éminentes, tel Thomas Mann.

## Ouvrages publiés durant la guerre
Selon l'historien Samuel W. Mitcham, le livre I paid Hitler, que Reves publie en 1941 sous le nom de Fritz Thyssen, est une des sources les plus citées mais les plus inexactes sur les relations entre la haute finance et le nazisme. Ce livre en réalité a été écrit principalement par Reves sur la base des sténogaphies des entretiens que Thyssen et Reves avaient eus en France au printemps de 1940, et seuls un petit nombre de chapitres ont été revus et approuvés par Thyssen. Thyssen, qui au moment de la sortie du livre, était prisonnier en Allemagne, n'a pas donné son accord à la publication et n'a jamais vu les chapitres relatifs à ses relations financières avec le parti nazi. S. W. Mitcham cite l'historien Henry Ashby Turner, qui a comparé les sténographies avec le premier état du livre et selon qui même les parties approuvées par Thyssen comportent des assertions ajoutées (« spurious ») et inexactes.
L'historien Wolfgang Koch, cité lui aussi par S. W. Mitcham, partage la façon de voir de Turner et ajoute que Reves a également assisté Hermann Rauschning dans la composition du livre Hitler m'a dit, ouvrage qui lui aussi est largement cité, mais que plusieurs historiens tiennent en suspicion depuis 1984.
En 1944, Reves a édité le livre de Jan Karski Histoire d'un État secret. Il a interdit à Karski toute critique envers l'URSS, s'est arrogé le droit de rendre le texte plus attrayant et a exigé la moitié des droits d'auteur. Ce livre a lui aussi éveillé des soupçons, notamment ceux de l'historien Raul Hilberg.

## Publications

### Ouvrages
- A Democratic Manifesto, Jonathan Cape, London, 1943 ; tr. fr. Manifeste démocratique, Paris, R.Julliard, 1945.
- The Anatomy of Peace, 1945; tr. fr. Anatomie de la paix, Paris, Tallandier, 1946.

### Correspondance
- Winston Churchill and Emery Reves: Correspondance, 1937-1964, éditée par et introduction de Martin Gilbert, University of Texas Press, Austin, Texas, 1997  (ISBN 0-292-71201-4).

### Collaboration
- Fritz Thyssen: I paid Hitler, édité et tenu pour écrit en partie par Emery Reves, New York, 1941. Traduit en français, J'ai payé Hitler, Nouveau Monde Éditions, 312 p, 2019, Paris  (ISBN 978-2369428565) .
- Hermann Rauschning: Gespräche mit Hitler (en français Hitler m'a dit), livre écrit avec l'aide d'Emery Reves.
- Jan Karski History of a Secret State, 1944, livre à la rédaction duquel Reves a participé.

### Articles
- Hungarian Dictionary of National Biography
- The Wendy and Emery Reves Collection at the Dallas Museum of Art
- Richard M. Langworth, « Sales Department for the Production Chief », Finest Hour, 96/34, consultable sur le site winstonchurchill.org
- Garry Davis, « The Emery Reves Saga », World Citizen News, avril - mai 1997, consultable sur le site World Government.
- La Rolls Royce qui baladait Churchill retrouvée à Glion!, 2014, site mymontreux.ch.
- Emery Reves, « La souveraineté des états devra être amputé ... si l'on veut que le monde se sauve par la démocratie universelle », France soir, 15 décembre 1946

### Autorités
- Ressource relative aux beaux-arts :   - Union List of Artist Names
- Notice dans un dictionnaire ou une encyclopédie généraliste :   - Deutsche Biographie
- Notices d'autorité :   - VIAF
  - ISNI
  - BnF (données)
  - IdRef
  - LCCN
  - GND
  - Belgique
  - Pays-Bas
  - Pologne
  - Israël
  - NUKAT
  - Tchéquie
  - Portugal
  - Corée du Sud
  - WorldCat